# Винс Гилиган
Џорџ Винсент Гилиган Млађи (енгл. George Vincent Gilligan Jr.; Ричмонд, 10. фебруар 1967) амерички је сценариста, продуцент и редитељ. Познат је по свом раду на телевизији, нарочито на серији Чиста хемија (2008—2013) и Боље позовите Сола (2015—2022). Такође се истакао по раду на серији Досије икс (1993—2002; 2016—2018) и Усамљени револвераши (2001).
Добитник је четири награде Еми за програм у ударном термину, шест награда Удружења сценариста Америке, две Телевизијске награде по избору критичара, две награде Удружења продуцената Америке, једне награде Удружења режисера Америке и једне телевизијске награде БАФТА. Поред телевизије, радио је на филму Хенкок (2008) и Ел Камино: Чиста хемија филм (2019).

## Биографија
Рођен је 10. фебруара 1967. године у Ричмонду, у Вирџинији. Син је просветне раднице Гејл и посредника за осигурање штета Џорџа Винсента Гилигана Старијег. Родитељи су му се развели 1974. године. Има млађег брата, Патрика.

## Филмографија

### Филм
| Година | Српски назив                 | Изворни назив | Редитељ | Сценариста | Продуцент |
| ------ | ---------------------------- | ------------- | ------- | ---------- | --------- |
| 1993.  | Дивљи напалм                 |               | Не      | Да         | Не        |
| 1998.  | Из мамине кухиње             |               | Не      | Да         | Не        |
| 2008.  | Хенкок                       |               | Не      | Да         | Не        |
| 2019.  | Ел Камино: Чиста хемија филм |               | Да      | Да         | Да        |

### Телевизија
| Година     | Српски назив                | Изворни назив | Аутор | Редитељ | Сценариста | Извршни продуцент |
| ---------- | --------------------------- | ------------- | ----- | ------- | ---------- | ----------------- |
| 1995—2002. | Досије икс                  |               | Не    | Да      | Да         | Да                |
| 1999—2000. | Сурово краљевство           |               | Не    | Не      | Не         | Консултант        |
| 2001.      | Усамљени револвераши        |               | Да    | Не      | Да         | Да                |
| 2002.      | Одељење за пљачке и убиства |               | Не    | Не      | Да         | Не                |
| 2005.      | Ноћни истраживач            |               | Не    | Не      | Да         | Не                |
| 2007.      | А. М. П. Е. Д.              |               | Да    | Не      | Да         | Да                |
| 2008—2013. | Чиста хемија                |               | Да    | Да      | Да         | Да                |
| 2015—2022. | Боље позовите Сола          |               | Да    | Да      | Да         | Да                |
| 2015.      | Бетл Крик                   |               | Да    | Не      | Да         | Да                |